# Xylopia nitida
Xylopia nitida är en kirimojaväxtart som beskrevs av Suzanne Ast. Xylopia nitida ingår i släktet Xylopia och familjen kirimojaväxter. Utöver nominatformen finns också underarten X. n. nervosa.